# Корпиярви (озеро, Калевальский район)
Ко́рпия́рви — озеро на территории Луусалмского сельского поселения Калевальского района Республики Карелия.

## Общие сведения
Площадь озера — 5,3 км², площадь бассейна — 3080 км². Располагается на высоте 110,3 метров над уровнем моря.
Форма озера лопастная, вытянутая с юго-запада на северо-восток. Берега каменисто-песчаные, изрезанные.
На озере около десяти некрупных островов. Впадает около десяти небольших ручьёв. Наиболее крупные: Чёрный и Хирвийоки. Остальные названия не имеют в силу незначительной величины.
В северо-восточной оконечности в озеро втекает и в юго-западной — вытекает река Писта. В залив в северо-восточной оконечности озера впадает ручей Чёрный.
Вдоль юго-восточного берега озера проходит автомобильная дорога местного значения 86К-3 («Автомобильная дорога Р-21 „Кола“ — Калевала — Лонка»). Ближайший населённый пункт — посёлок Войница — находится в 14 км по дороге к юго-западу от озера.
Код водного объекта в государственном водном реестре — 02020000811102000004579.
Название озера переводится с финского языка как «лесное озеро».